# Novela gótica estadounidense
La narrativa gótica estadounidense es un género literario perteneciente a la narrativa gótica. Los elementos específicos del gótico estadounidense son: lo racional vs lo irracional, el puritanismo, la culpa, la tenebrosidad o lo tétrico (Das Unheimliche); definido por Sigmund Freud  como la rareza en las cosas comunes, mutantes, fantasmas, monstruos y la degradación interna. Los orígenes de estos conceptos se hallan en un pasado lleno de esclavitud, miedo a una mezcla racial (mestizaje), relaciones adversas con los nativos americanos, su posterior genocidio, y la desoladora zona salvaje en la frontera americana. 

## Horror gótico estadounidense

### 1.1 Antecedentes
La etimología de la palabra horror proviene del latín horrore que significa temblar o estremercerse. También, deriva de gothicus, que ha referencia a lo salvaje, bárbaro, oscuro, macabro y melancólico. Así, el horror es un género definido por una emoción, la cual pretende generar miedo, repulsión y conmoción.
Partiendo de ello, a modo cronológico, este género surgió en Inglaterra, a finales del siglo XIII a la sombra del movimiento conocido como ‘El Siglo de las Luces’, que se extendió desde 1685 hasta 1815. Este movimiento de carácter tanto intelectual como cultural implicó diversos cambios en materia de lo social, religioso, político y económico.En ese sentido, el albor del género gótico está ligado a un efecto reaccionario al pensamiento ilustrado, caracterizada por un desproporcionado culto a la razón, y cuyo enfoque se basa en cuantificar y colocar todo dentro de categorías. Grosso modo, la época de la Ilustración está relacionada con el desarrollo moderno, la industrialización, el auge de la medicina y, motivo por el cual, todo debe ser explicado por medio de un diagnóstico. 
De ese modo, el período de la Ilustración cuenta una serie de características que han de ser tomadas en consideración previo a la explicación del género gótico. Entre ellas, se encuentra la mercantilización de la naturaleza, una cosificación del ser humano, el énfasis en lo racional, y un progreso que dirige a una simulación de conciencia. Como también, presenta una dicotomía entre este fenómeno como un simulacro de libertad, pero también demuestra la manipulación por fuerzas sociales y económicas invisibles. En la materialista sociedad de Inglaterra, donde el ímpetu se encontraba en el trabajo, el dinero y la religión, este género se presenta como un medio idóneo de evasión. Lo terrorífico, por ende, es un género transgresor que ridiculiza el orden y la moral establecida, convirtiéndose así, en una liberación colectiva.
Finalmente, el horror gótico llegó a América del Norte en la segunda mitad del siglo XVIII, ello como una de las grandes manifestaciones del Reino Unido durante este período de circulación transatlántica. La novela gótica halló acogida en esta joven nación que abrazaba su independencia.Es así, como en la década de 1790, el gótico americano se pudo establecer como respuesta a un conglomerado de temas e inquietudes, que vistos como amenazas, se sintetizan a temas relacionados con la frontera, el puritanismo y su tendencia hacia combatir aquel exceso religioso.
Cabe recalcar que, el ente religioso simbolizado como el puritanismo implicó, un trascendental trasfondo literario del subgénero gótico americano, datado incluso previo al sello originario previamente expuesto. En efecto, el puritanismo fue un movimiento reformista que se llevó a cabo en Inglaterra, dentro de la segunda mitad del siglo XVI y la primera del siglo XVII, que decidieron "purificar" la Iglesia de la nación. Es así, tal y como lo estipula Punter en The Literature of Terror, "este sentimiento asociado al parricidio independentista se exacerba por el hecho de que el puritanismo en sí mismo deja también como legado “la patología de la culpa”.Y por ende, es aquella culpa, junto con temas relacionados al pecado, redención, y la ambivalencia entre el bien y el mal que, serán recurrentes en muchas obras del género gótico estadounidense.
De este modo, el horror gótico estadounidense es, actualmente, considerado un subgénero del horror gótico caracterizado por un estilo pintoresco, que en busca de su renuncia a la racionalidad. De este modo, es aquel género en oposición a lo que se esperaba de la Ilustración, y por el contrario, se relaciona con lo fantasmagórico. Es así, que el "monstruo", elemento presente en cualquier manifestación del terror, será ejemplificado por aquello que escapa de las categorías, y se opone a la relación armónica, que resulta utilitaria entre el ser humano y la naturaleza.

### 1.2 Elementos de la novela gótica
A modo comparativo, si la Ilustración privilegia la razón y lo iluminado, lo gótico, bajo su panorama, privilegia lo inexplicable, el folklore, y la superstición, la ignorancia, el no saber, lo extravagante y salvaje. La literatura gótica estadounidense tiene ciertos elementos clave, de los cuales se destacan el exceso y la transgresión; como también, cabe resaltar cómo se configura el ambiente, los personajes y sus emociones en este entorno gótico.

#### El exceso
Tal y como estipula Fred Botting, "Lo gótico significa la escritura del exceso".En efecto, la escritura de lo gótico aparece en la oscuridad y en lo oculto, que acecha y atenta contra las categorías definidas por la racionalidad y moralidad cimentadas en el siglo XVIII. Lo gótico buscará enseñar los bordes indescriptibles culturales, y generará, tanto en el lector como en el protagonista, emociones ambivalentes donde reina el poder y el deseo. Este género se asocia con la sobreabundancia de la imaginación, que originalmente estaba restringido por las explicaciones lógicas. Asimismo, evoca emociones excesivas, en especial, lo sublime, que entremezcla la grandiosidad y el temor en uno, es en sí, el asombro tomado por fuerzas oscuras impactados por la no resolución y el no sentido. Por ende, hay una relación complementaria y una dicotomía entre la oscuridad y la luz, es decir que se necesita lo oscuro, lo desconocido e inexplicable para contrastar la luz del saber, propuesto en el Siglo de las Luces.

#### Transgresión
La transgresión implica el enfrentamiento con una ruptura de las reglas existentes, de las cuales destacan las sociales, morales y científicas. En ese sentido, pervertir las reglas, demuestra que nada es infalible, y lo gótico es aquella amenaza que surge para violar el orden el mundo y buscan enseñar lo sombrío de este conocimiento, previamente aceptado. Es así, como se amenaza no solo la pérdida de sanidad, honor, propiedad, o lugar social, pero el propio orden que soporta y regula la coherencia de esos términos.En definitiva, es una manera de reafirmar los valores y virtudes de la sociedad, al cruzar límites sociales y estéticos, refuerza la necesidad de los valores para restaurar el orden y definir límites. Por ello, la imagen del "yo", la familia, emana desde adentro, desde las motivaciones patológicas escondidas que lo racional no puede controlar. Ante ello, el exceso y las transgresiones góticas vuelven repetidamente a imágenes y lugares concretos, lo cual puede ser descrito por medio de elementos subyacentes, tales como: el ambiente gótico, los personajes y las emociones ligadas al género.

#### A. Ambiente gótico
Los personajes dentro del ambiente gótico suelen estar en un espacio que emana desolación, abandono y que, por ende, genera una tensión en la narrativa. Este espacio está caracterizado por aquel sentimiento de claustrofobia, de penumbra atmosférica, que alberga misterio, horror y asombro, pues su trama involucra lo oscuro y lo secreto. En ese sentido, el viaje que el protagonista atraviesa, se encuentra entre los límites de lo mórbido y lo grotesco. El escenario "gótico" en el que transcurre la acción en estas novelas despierta así diferentes reacciones en los personajes de acuerdo al rol que les toque desempeñar en la trama.
B. Personajes y emociones
Dentro de aquel ambiente gótico previamente descrito, con la presencia de ruinas y bóvedas subterráneas, se observa la presencia también de personajes aislados, que afrontan fuerzas auto-impuestas, físicas o emocionales. De la misma manera, se trata de personajes con una presión interna o externa, que genera que su seguridad en el espacio que se encuentra se vea vulnerada. Con respecto a los narradores, en primera persona, son entes en los cuales no se puede confiar, pues da pie a la ambigüedad. Cabe recalcar que, los personajes varones, son apasionados y de fuerte voluntad, que desafían a los demás a raíz de sus tormentos internos y hay una persistencia de inminencia de violencia. No obstante, las mujeres son ejemplificadas como inocentes o, en su defecto, seductoras. Para finalizar, Leslie Fiedler asegura que la figura del “héroe villano” es una invención del género gótico‟ y que “su tentación y sufrimiento, y la belleza y el terror de su servicio al mal están entre los principales temas”.

### 1.3 Principales representantes

#### A.Charles Brockden Brown:primer nativo americano como escritor profesional
Charles Brockden Brown (1771-1810) nació en Filadelfia, Estados Unidos. Fue un novelista, periodista e historiador destacado, que logró ser reconocido como uno de los escritores más influyentes de la época en torno al gótico estadounidense. Logró inspirar así a posteriores autores como Edgar Allan Poe, Margaret Fuller y Nathaniel Hawthorne. Las novelas de Brown dibujaron el esquema de la ficción y filosofía, pero adaptado a tópicos relacionados con la persecución, criminalidad, y tiranía social.

#### B.Edgar Allan Poe:el padre americano de la tradición gótica
Edgar Allan Poe (1809-1849) nació en Boston, Massachusetts y fallece en Baltimore, Maryland, Estados Unidos. Fue un escritor, poeta, crítico, periodista reconocido como el maestro del cuento corto, cuentos de terror y misterio. Cabe recalcar que, Poe fue uno de los pocos autores que cuentan con un trasfondo infantil que repercutieron "carácter del poeta", determinado por dos de las influencias y características capitales, y que por lo tanto, influyeron en sus obras, siendo estas las siguientes: la importancia psicológica y afectiva que tiene para un niño saber que carece de padres y que vive de la caridad ajena.Las obras más conocidas del autor incluyen "El cuervo", un poema que reflexiona sobre temas como la muerte y la melancolía, y "Los crímenes de la calle Morgue", reconocido como uno de los primeros relatos de detectives. Asimismo, en relación con su carrera como precursor del género gótico estadounidense se destacan las siguientes obras: "La caída de la Casa Usher", "El corazón delator" y "El gato negro", todos ellos caracterizados por un ambiente oscuro, narrativas complejas y un manejo experto del suspenso.

#### C.Nathaniel Hawthorne
Nathaniel Hawthorne (1804 - 1864), nació en Salem, Massachusetts, Estados Unidos. Fue un escritor y novelista reconocido por sus relatos cortos, cuyos temas recurrentes son, además de la soledad y el aislamiento, la culpa (que los puritanos denominaban «depravación natural»), la auto-contemplación (lo que luego se llamó «narcisismo»), la ocultación y afán por guardar secretos, y la frialdad o rigidez emocional. La alegoría, es decir, aquella figura retórica utilizada para representar elementos abstractos con apoyo de objetos concretos, le resulta ideal a Hawthorne, pues se enfoca en estudiar problemas morales. En ese sentido, esta era una cualidad inigualable de su visión y disposición a encontrarle un significado espiritual en todas las cosas naturales y en los hombres. 

#### D.Charlotte Perkins Gilman
Charlotte Perkins Gilman (1860-1935), nació en Hartford, Connecticut, Estados Unidos. Fue una escritora reconocida feminista, que buscó abordar temas en torno a la igualdad de género, la autonomía de la mujer y la liberación de las restricciones sociales impuestas a las mujeres en su época. Es así, como su obra más famosa, "El tapiz amarillo", obra publicada en 1892, es un relato semiautobiográfico que narra la experiencia de una mujer que esencialmente es confinada por su esposo a una habitación con un papel pintado que tiene un trasfondo, tanto para ella como escritora como para el personaje principal, que representa metafóricamente la defensa por la autonomía.De este modo, la autora, luego de una fuerte depresión posparto en el que se receta la “cura” del descanso, utilizó su propio diario para el material de la historia y al final, el cuento adquiere notoriedad cuando se publica en 1970.

## Edgar Allan Poe

### 2.1 Influencia del movimiento gótico en su obra
Edgar Allan Poe (Boston, Estados Unidos, 19 de enero de 1809 - Baltimore, Estados Unidos, 7 de octubre de 1849) fue uno de los máximos representantes del género gótico. Empero, también es reconocido como el pionero del género gótico estadounidense y un padre de la tradición gótica.
En primer lugar, Poe apela a las emociones del público lector, en aras de que atraviesen por una 'sensación de vulnerabilidad'. Ello es característico del horror gótico, y también, de las obras de Poe como un gran representante del género. De acuerdo a lo que estipula Silva (2012, p. 247), "Todo ser humano, desde la infancia, tiene diversos miedos y los alimenta cada día, ya sea porque desconoce algo y persiste en la ignorancia, ya sea por experiencias traumáticas, o por miedos ajenos, que se publicitan y se convierten en sentido común." De este modo, el miedo, que es la emoción que prevalece al leer un cuento del horror gótico, se percibe en los cuentos de Poe, generando así, un impacto físico y emocional en el protagonista, pero también, en el lector.
En segundo lugar, la atmósfera del horror gótico de Poe se caracteriza por ser lúgubre, sombrío y oscuro, lo que genera un sentimiento de claustrofobia en el protagonista. De la misma manera, y lo cual es característico también de lo gótico, es que la narración suele llevarse a cabo en el hogar, en un espacio íntimo, que aparenta ser seguro, pero es en realidad un espacio desconocido y tenebroso.
En tercer lugar, los protagonistas del horror gótico se caracterizan por ser 'héroes-villanos', más Poe le añade el factor de perversidad. En ese sentido, los personajes cuentan con una "naturaleza destructora", por lo que usualmente incurren en crímenes irracionales a modo de escape de aquel trauma o miedo que los reprime.

### 2.2 Diseño y composición de sus obras
En definitiva, lo gótico caló en las estrategias narrativas de Edgar Allan Poe. En esa línea, respecto a la extensión de sus obras, Poe aplicó el concepto de la "unidad de efecto", un estilo caracterizado por ser integral. Así, cada oración tiene un sentido y nada es escrito al azar. De esta manera, se integra toda su creación y para el autor, todo aquello que incorpora en su cuento ha de estar pensado en términos de unidad. Cada palabra y oración es parte de la estructura del relato y exhibe una intención.
Del mismo modo, los cuentos de Poe eran construidos con el fin de ser leídos en un lapso de entre media hora y dos horas, lo cual definía su extensión. Por ello, esta debía ser concisa y estructurada bajo un plan de composición previamente definido . De esa manera, siguiendo la estrategia de la "unidad de efecto", ambas estrategias se complementaban creando que el efecto descrito como "el lector bajo el control absoluto del autor".En este sentido, todas las oraciones tendrán una correspondencia interna relacionada con el desenlace. 
Por último, cabe destacar que, los cuentos de Poe se caracterizan por la anticipación del desenlace. De ese modo, según los autores, "antes que la anécdota importa la trama", y es así, como la estructura de la obra será planteado desde su final. En aras de alcanzar aquella unidad de efecto, se busca que la construcción de la historia parta de conocer cuál será el final, a modo de estrategia argumental. Al ser una historia concisa y estructurada previamente, ello genera una impresión de que el narrador no fiable se torne predecible, por lo que resulta innecesario dar explicaciones alternas.

### 2.3 Principales obras

#### 2.3.1La caída de la Casa Usher
La Caída de la Casa Usher fue publicada por primera vez en la revista Burton's Gentleman's Magazines, en 1839. Representa una de las obras más importantes de Edgar Allan Poe, pues sintetiza los elementos característicos del género gótico: la unidad de efecto, un narrador no fiable y un final predecible, acompañado de un ambiente claustrofóbico.
La trama de esta obra gira en torno a la familia "Usher", que es tanto el nombre de la casa como el apellido de la familia. Roderick, el protagonista de la obra, y su hermana, Lady Madeleine, sufren de distintas enfermedades nerviosas, por lo que él decide llamar a su amigo de la infancia, quien es el narrador de la obra. Es así como, a través de su percepción, se torna en testigo del trauma y puede observar el destino final de la familia, y desde su perspectiva, al menos en principio, fiable, comparte con el lector aquella percepción que tiene de los efectos de la locura intrafamiliar.
De acuerdo a lo que propone Rodríguez (2012), la obra, analizada desde una perspectiva ideológica, presenta una "dialogización de discursos en busca de señalar la necesidad social e histórica de escapar los sistemas de opresión que los producen."Es así, como la obra denota la necesidad de escapar de los sistemas opresores, por ejemplo la aristocracia de la época. En ese sentido, la decadencia de 'La casa Usher' es paralelamente la caída de una familia opresora dentro de una realidad que demuestra que el clasismo está decayendo.

#### 2.3.2Berenice
Berenice, publicada en el periódico Southern Literary Messenger en el año 1835, es una obra que denota, por excelencia, la necesidad de Poe de agregar la presencia de la mujer en sus historias. En definitiva, lo característico de esta obra es que el narrador en primera persona, que es el protagonista de la historia, es un narrador no fiable. El protagonista de la obra, Egaeus, es autodenominado con problemas de personalidad y ansiedad.Asimismo, su prima Berenice, quien a pesar de su vitalidad inicial, cae en una enfermedad mortal, genera que el protagonista ingrese a un oscuro y obsesivo estado, en donde atraviesa por un período de introspección, entre la delgada línea de la cordura y la locura. 
Sin duda, existe un lado perverso de Egaeus, pues Poe denota aquella mixtura entre la locura y lo que ésta puede hacer al ser humano, muy ligado a los sentimientos del lector, demostrando así, la belleza a través de lo perverso. A modo de ahondar en esta idea, Poe en esta obra describe la "tendencia sádica" del protagonista, pues al morir su prima, a la que tanto anhelaba por su belleza y alegría, denota su "obsesión necrófila", es decir, su atracción perversa por los cadáveres.No obstante, esta obsesión proviene, en realidad, del inconsciente del protagonista. En concreto, en el caso de Egeu, esto se manifiesta cuando, al seguir obsesionado con los dientes de Berenice, su locura le hizo consumar el acto de quitarle los mismos, aún en la tumba. 

#### 2.2.3La verdad sobre el caso de señor Valdemar
La verdad sobre el caso del señor Valdemar fue una obra publicada en 1845 en la revista American Whig Review, escrita por Edgar Allan Poe. A modo de análisis de la obra, el argumento clave de esta narración está relacionado al tema de la muerte; en concreto, al de su inevitabilidad. 
No obstante, P., el narrador de la obra, logra a través de la hipnosis, suspender la muerte del protagonista, el señor Valdemar. Cabe destacar que, el cuerpo de este protagonista es un canal que, a lo largo de la historia, se encuentra en un estado de descomposición. 
En vida, el señor Valdemar había representado a la voz ilustrada, a la razón y cree plenamente en el saber de la ciencia, otorgándole credibilidad. Empero, esta tradicional autoridad apoyada en el discurso médico se ve desacreditada, y el narrador culmina la obra resaltando que, a pesar de los esfuerzos de la ciencia, la muerte es inevitable.En definitiva, esta obra denota la amenaza del movimiento gótico contra la plenitud del cuerpo, contra el saber hacia uno mismo. Incluso, la descripción del deterioro del cuerpo es descrito como grotesco producto del líquido putrefacto, lo cual genera terror y aversión en el protagonista, y por ende, en el lector. 

### 2.4 Legado e influencia
El legado de Edgar Allan Poe como ícono literario es perenne. Su figura como editor y escritor revolucionó el género gótico y ha permitido que el horror estadounidense se consolide. De este modo, Poe marcó un distintivo en la aplicación de nuevas técnicas narrativas, que, como conjunto, denominó la 'unidad de efecto'. Así, sus obras, por un lado, debían leerse en un lapso corto de tiempo y, por otro lado, nada debía ser 'dejado al azar', es decir todo debía tener sentido y estar entrelazado con el final.
Respecto al trasfondo de sus obras, Poe logró innovar desde el género gótico. Ergo, utilizó la introspección psicológica de sus personajes para demostrar que los sentimientos y experiencias humanas como el amor, traición, dolor y locura pueden ser visualizados desde el lente del horror.En ese sentido, Poe fue maestro de la exploración de los ámbitos más inquietantes de la condición humana, principalmente la muerte. No obstante, posterior a una época de la Ilustración, donde todo guardaba un hilo de racionalidad, la muerte era lo único que carecía de esta característica, por lo que derrocó aquella confianza firme y total en este movimiento. 
Gracias a su creación de atmósferas inquietantes y personajes atormentados, Poe marcó una generación de escritores. Dentro del género, influyendo a grandes autores de novela gótica como Horace Walpole, Ann Radcliffe y Charles Maturin. Del mismo modo, sus obras trascendieron en la literatura simbolista francesa, como también del surrealismo. Así, inspiró a grandes escritores como Charles Baudalaire, Fiodor Dostoievski, William Faulkner, Kafka, H.P Lovecraft, Arthur Conan Doyle, Thomas Mann, Jorge Luis Borges, entre otros.
Según Kevin J. Hayes, editor de The Cambridge Companion to Edgar Allan Poe, "la diversidad artística de aquellos que cayeron bajo el hechizo de Poe indica el alcance de su influencia. Los mejores artistas utilizaron las imaginativas obras de Poe como base para sus teorías estéticas."Desde esta visión holística, se puede visualizar que los escritos de Poe marcaron un inicio en una nueva generación artística y estética en una gran variedad de disciplinas. Así, no solo logró así influenciar el género gótico, sino todo el "arte de expresión verbal", denominado literatura.